# نرآب (آزادشهر)
نراب، روستایی است از توابع بخش چشمه‌ساران شهرستان آزادشهر در استان گلستان ایران.
مشاهیر : قاضی سید احمد حسینی ،  رئیس دادگاه های جنایی   ( کیفری یک )  شرق گلستان و رئیس سابق دادگستری شهرستان کلاله از اهالی این روستا می باشد . 

## جمعیت
این روستا در دهستان چشمه‌ساران قرار دارد و براساس سرشماری مرکز آمار ایران در سال ۱۳۸۵، جمعیت آن ۱۹۷۲ نفر (۴۴۰خانوار) بوده‌است.